# Spinus uropygialis
Il lucherino della Cordigliera o lucherino dal groppone giallo (Spinus uropygialis (Sclater, 1862))  è un uccello passeriforme della famiglia Fringillidae.

## Etimologia
Il nome scientifico della specie, uropygialis, deriva dal latino medievale uropygium ("uropigio", "fondoschiena"), a sua volta di derivazione greca (ουροπυγιον/ouropygion, "alla base della coda"), in riferimento alla livrea di questi uccelli: il loro nome comune è invece un riferimento all'areale di diffusione.

## Descrizione

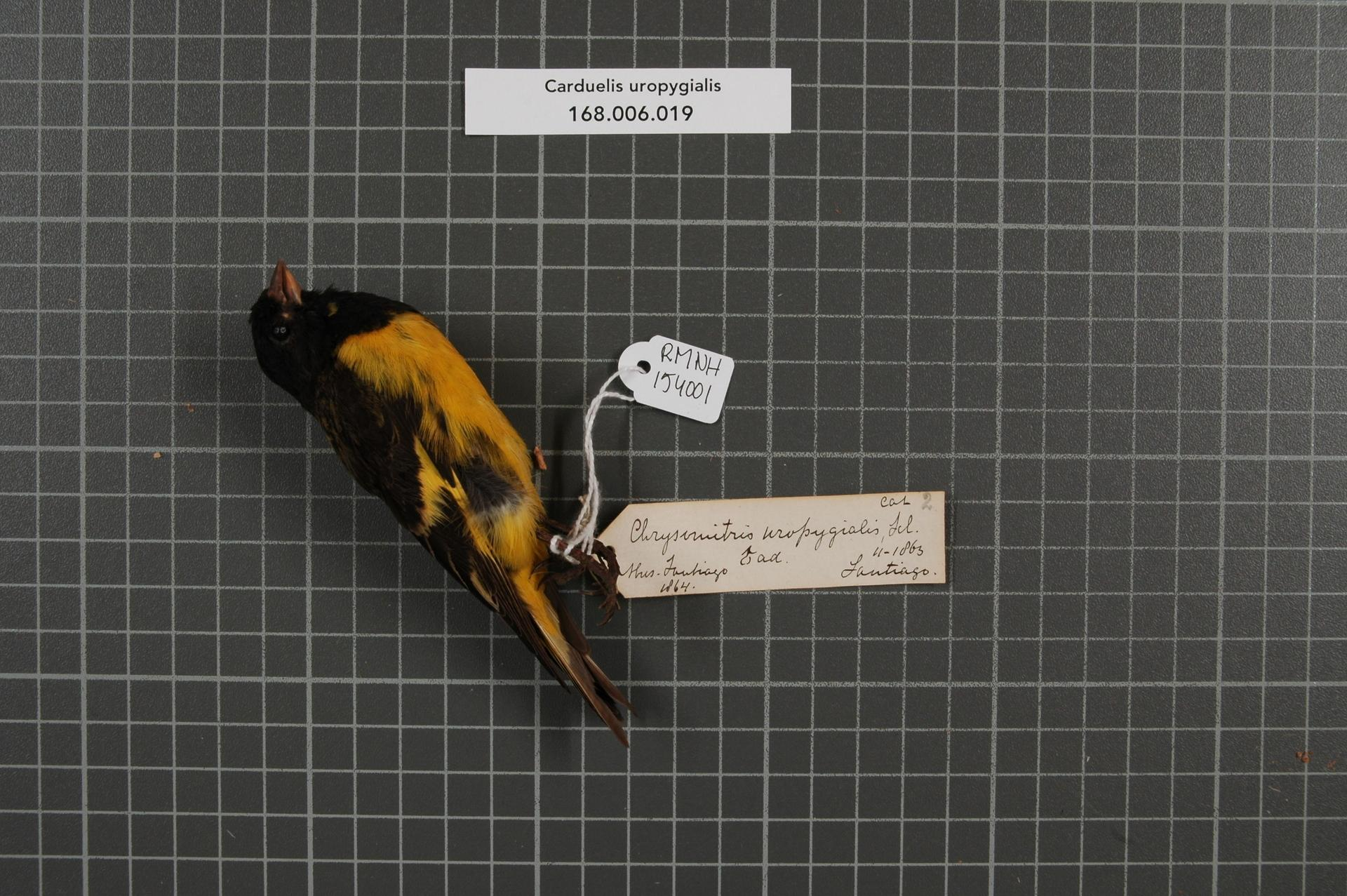
Maschio impagliato.

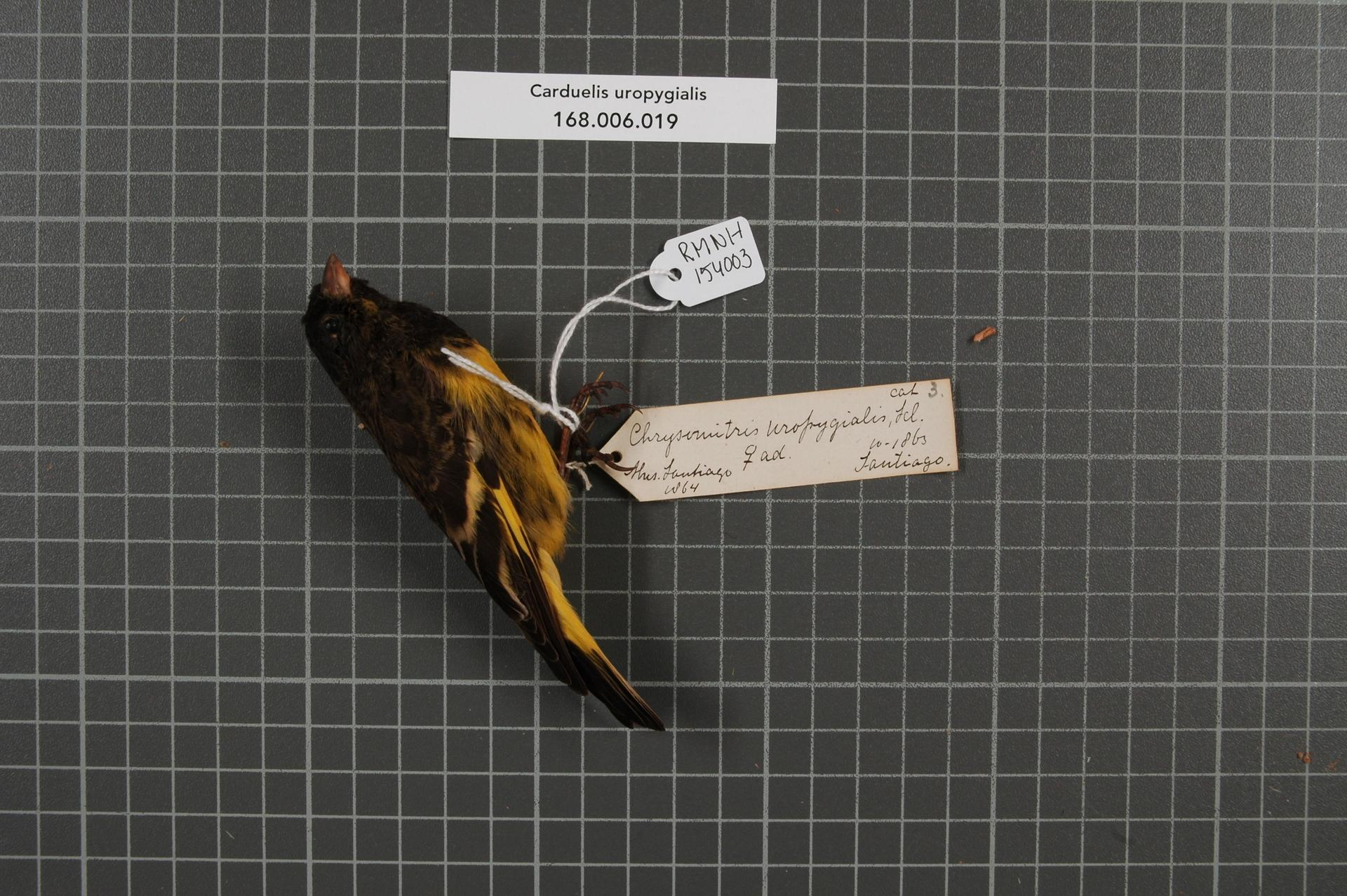
Femmina impagliata.

### Dimensioni
Misura 12–13 cm di lunghezza, per un peso di 14 g.

### Aspetto
Si tratta di uccellini dall'aspetto robusto, muniti di testa arrotondata, becco conico e appuntito, ali appuntite anch'esse e coda dalla punta lievemente forcuta.
Il piumaggio è di colore nero su testa, ali (fanno eccezione le remiganti centrali e gli specchi alari, di colore giallo), coda, dorso, fianchi (dove è frammisto al giallo ventrale) e parte superiore del petto, mentre l'area ventrale ed il codione (da cui il nome scientifico) sono di colore giallo oro, che tende a schiarirsi sul sottocoda, dove diviene quasi bianco. Il dimorfismo sessuale è presente ma appena accennato e non sempre facilmente riconoscibile, con le femmine dalla colorazione più smorta.

In ambedue i sessi becco e zampe sono di colore nerastro, mentre gli occhi sono di colore bruno scuro.

## Biologia
Si tratta di uccelletti dalle abitudini essenzialmente diurne e moderatamente gregarie, che vivono in coppie o in gruppetti e passano la maggior parte della giornata alla ricerca di cibo al suolo, fra l'erba alta o fra i cespugli, facendo poi ritorno sul far della sera verso posatoi riparati dove passare la notte.

### Alimentazione
Il lucherino della Cordigliera è un uccello granivoro, la cui dieta si compone in massima parte di semi di piante erbacee e cespugliose, includendo tuttavia anche altri alimenti, sia di origine vegetale (bacche, germogli, foglioline) che, sebbene molto sporadicamente e soprattutto durante il periodo riproduttivo, animale (insetti e piccoli invertebrati).

### Riproduzione
Il periodo riproduttivo va da febbraio a maggio: non si dispone di ulteriori informazioni sugli esemplari in natura, tuttavia si ha motivo di ritenere che la riproduzione di questa specie segua, per modalità e tempistica, quanto osservabile fra i fringillidi e fra gli altri lucherini.

## Distribuzione e habitat
Come intuibile dal nome comune, il lucherino della Cordigliera abita la porzione meridionale della cordigliera andina, nell'area di confine fra Cile centrale (fra le province di Atacama e del Bío Bío) e Argentina nord-occidentale (provincia di Mendoza); la specie tende ad essere sedentaria, tuttavia alcune popolazioni migrano a nord durante la stagione fredda, raggiungendo la regione dell'Altiplano al confine fra Perù e Bolivia, talvolta spingendosi fino alle aree montuose del Perù centrale.
L'habitat di questi uccelli è rappresentato dalle aree montane rocciose, dalla puna e dalle aree erbose con presenza di cespugli o alberi sparsi (soprattutto Polylepis).